# Zaischnopsis longiventris
Zaischnopsis longiventris är en stekelart som först beskrevs av Cameron 1884.  Zaischnopsis longiventris ingår i släktet Zaischnopsis och familjen hoppglanssteklar. Inga underarter finns listade i Catalogue of Life.